# Réserve écologique du Grand-Lac-Salé
La réserve écologique du Grand-Lac-Salé est située sur la côte sud de l'île d'Anticosti et englobe le Grand lac Salé dont elle tire le nom.  La réserve protège la plus grande lagune et le plus grand marais salé de la région Anticosti-Minganie.

## Toponymie
La réserve doit son nom au Grand lac Salé, qui est la plus grand marais salé de l'estuaire du Saint-Laurent et du golfe du Saint-Laurent.

## Géographie
La réserve écologique du Grand-Lac-Salé est située au centre-sud de l'île d'Anticosti, dans la municipalité de L'Île-d'Anticosti. Elle a une superficie de 2 339 ha.
Le socle rocheux de l'île est composé de roches sédimentaires âgé entre 400 et 600 millions d'années. La réserve est principalement située dans la formation de Chicotte, qui est composée de calcaire récifal du Silurien inférieur,.

## Flore
La forêt est principalement composée de sapinière à épinette blanche. La flore de la réserve est très variée. On y retrouve de nombreuses espèces susceptibles d'être désignées menacées ou vulnérables au Québec, comme l'aréthuse bulbeuse (Arethusa bulbosa), le carex de Host (Carex hostiana), le cypripède jaune variété à pétales plats (Cypripedium parviflorum var. pubescens), la droséra à feuilles linéaires (Drosera linearis) et le xyris des montagnes (Xyris montana).

## Histoire
La réserve écologique du Grand-Lac-Salé a été constituée part décret le 10 janvier 1996.